# Chris Cole

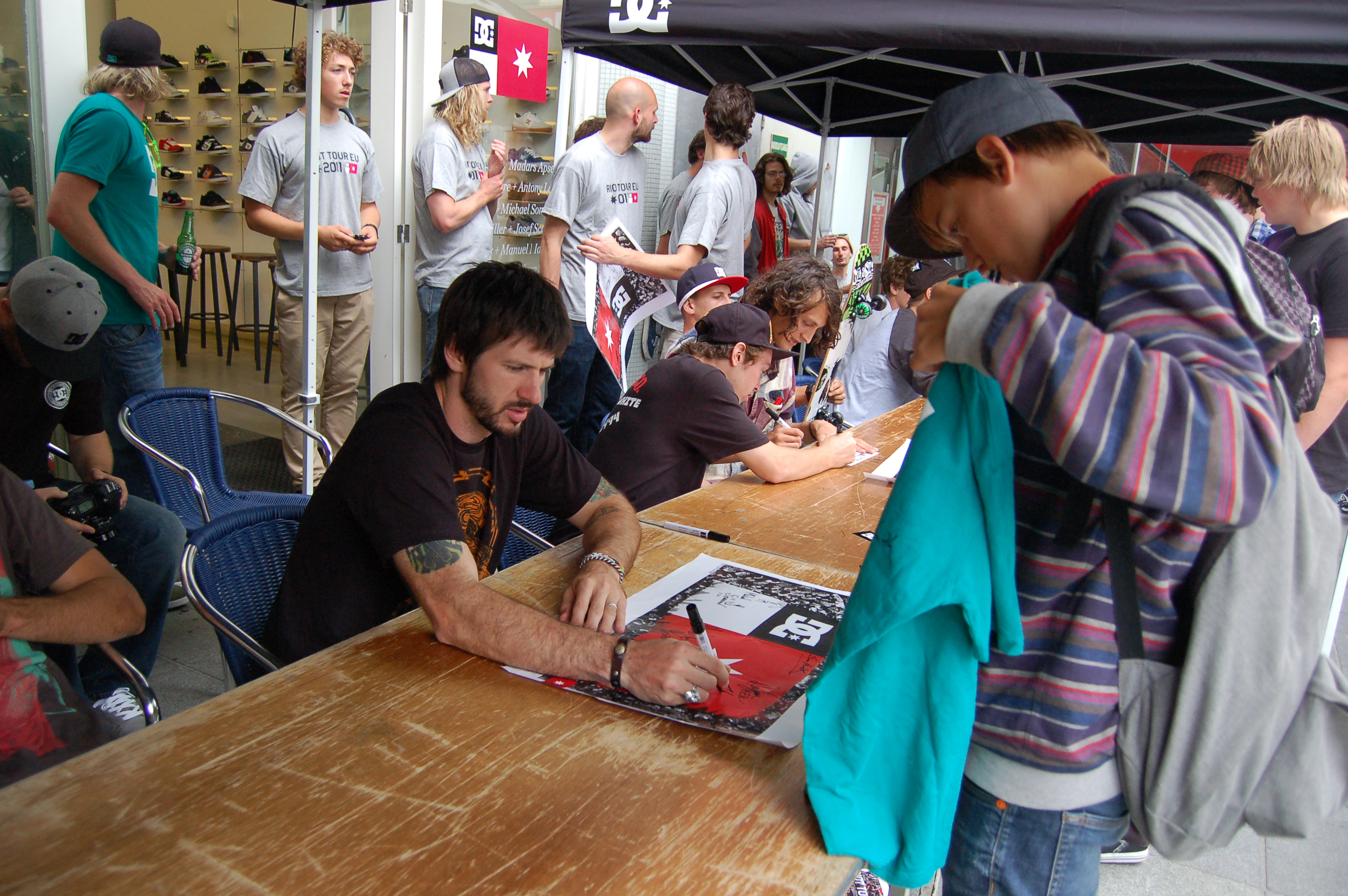

Chris Cole (* 10. března 1982 Statesville, Severní Karolína) je americký profesionální skateboardista.

## Úspěchy
Roku 2005 dosáhl hned několika úspěchů, nejpodstatnější bylo zřejmě vyhlášení v anketě Thrasher - Skater of the Year pro rok 2005, a to z více důvodů. Zúčastnil se otevírání DC "Skate Plazy", jehož součástí byl závod hned v několika disciplínách. Chris vyhrál naprosto bezkonkurenčně všechny (Hammers and Bangers Main Event, Ledge Session Best Trick, Best Two Trick Line, 12-Stair Best Trick, Best Overall) a dále Gravity Games. Také měl na videu od firmy Zero skateboards - "New Blood" závěrečný profil o kterém se dlouho mluvilo. Ještě ten rok má první kolekci bot u firmy Fallen s názvem "The Trooper" a také vyhrává bronz na letních X-games. Hned oba ročníky poté vyhrává zlatem, v roce 2007 dokonce i Best Trick s 360 double flipem přes double-set. Za svoje úspěchy vydal v roce 2006 již druhý Pro model bot Fallen "The Ripper" a jeho úspěšnost stoupala výš a výš. Je také velice znám pro svoje flatground umění, které prokazuje když vyhrává éS Game Of SKATE v roce 2007 a 2008. Veliký úspěch si zasloužil také za poslední part na videu "Ride the Sky" od firmy Fallen. Rok 2009 je pro Chrise opět velice úspěšný, jelikož vyhrává prestižní Maloof money cup, Battle At The Berrics 2 (Game Of Skate) po velice těžkém finále s Paulem Rodriguezem, kde padly triky jako heelflip bodyvarial revert, 360 doubleflip nebo Chrisův oblíbený bs flip 360 (znám též jako Cole flip, nazvaný po jeho jménu). Dále otvírá ve svém rodném Langhornu ve Filadelfii Reign Skate Shop, spolu s Justinem Berry, Ianem Berry a Skipem Millardem. Ještě téhož roku vydává firma Zero další video s názvem "Strange World" kde má spojený předposlední part s jeho dobrým kamarádem a jezdcem Tomem Astou. Jelikož byl rok 2009 pro Chrise tak úspěšný, byl zvolen již podruhé Thrasher - Skater Of The Year oceněním. Touto dobou vydal již třetí Pro model bot od Fallen nazvaný "Hi-Volt". Byl již také zařazen do známe EA Skate série EA Skate, EA Skate 2 a EA Skate 3. Rok 2010 je pro něj také velmi úspěšný, vyhrál dva závody ze série Maloof Money Cup, první v New Yorku a druhý v Orange County v Kalifornii, kde si vybojoval svoji třetí výhru po sobě.
V roce 2011 založil svoji novou firmu na oblečení s názvem Omit Apparel a přestoupil do firmy DC, kde dnes vlastní již tři pro modely bot - Chris Cole S, Chris Cole S Lite a Chris Cole Pro. V roce 2013 se stává vítězem závodu Street League.

## Současní sponzoři
Fallen Footwear, Zero Skateboards, Monster Energy, Bones Bearings, Cult Crew, Thunder Trucks, Spitfire Wheels, Stance, Kershaw Knives, Grizzly Griptape, GoPro, Indian Motorcycles, cbdMD, Remind Insoles.
Chris Cole je převážně spjatý se značkami Zero skateboards a Fallen footwear. 
V roce 2011 opouští Fallen footwear a také Zero skateboards a přichází do DC shoes a Plan B skateboards, kde setrvá až do roku 2017. 

V květnu 2019 se opět připojuje ke značce Fallen footwear a Zero skateboards, jenž byla po letech obnovena.
První promodel “The Trooper” u Fallen footwear vyšel Chrisovi v roce 2005. Následoval druhý promodel “The Ripper” v roce 2007, a třetí vyšel v roce 2010 a boty měly název “The Hi-Volt”.

## Oblíbené triky
Backside 360, 360 flip, Ollie ve velké rychlosti, Kickflip a těžké technické věci.

## Videa s Chrisem Colem
- 411vm Issue 40
- Thrasher - Timebomb
- Transworld - In Bloom
- Digital 4
- Digital 5
- Zero - Dying To Live
- Hotwax
- Zero - New Blood
- Zero - Promo video 2006
- Hotwax - Shred The Gnar
- Fallen - Ride The Sky
- Zero - Strange World
- DC Riot Tour Europe
- Chris Cole for the Cole Lite 2